# Felipe Massa
Felipe Massa, nascut el 25 d'abril de 1981, és un pílot brasiler de Fórmula 1 que actualment és pilot de la Formula E

## Biografia

### Abans de la Fórmula 1
Massa és de pare brasiler i mare italiana. Va néixer a São Paulo (Brasil) i va començar a interessar-se per la Fórmula 1 als 7 anys després de repartir pizzes per al GP de Brasil. Massa va començar a competir en curses de karts als 8 anys acabant quart ja en el seu primer campionat. Va continuar en campionats nacionals i internacionals i l'any 1998 va passar a la Formula Chervolet acabant el campionat brasiler en 5è lloc. L'any següent va guanyar 3 de les 10 curses aconseguint així guanyar el campionat. L'any 2000 va marxar a Europa per a competir a la Formula Renault. Després de tenir l'oportunitat de participar en la Formula 3 va optar per competir a la Formula 3000 on va guanyar 6 de les 8 curses i va guanyar el campionat. Gràcies a aquesta actuació se li va oferir un test per l'equip Sauber amb qui va signar l'any 2002.

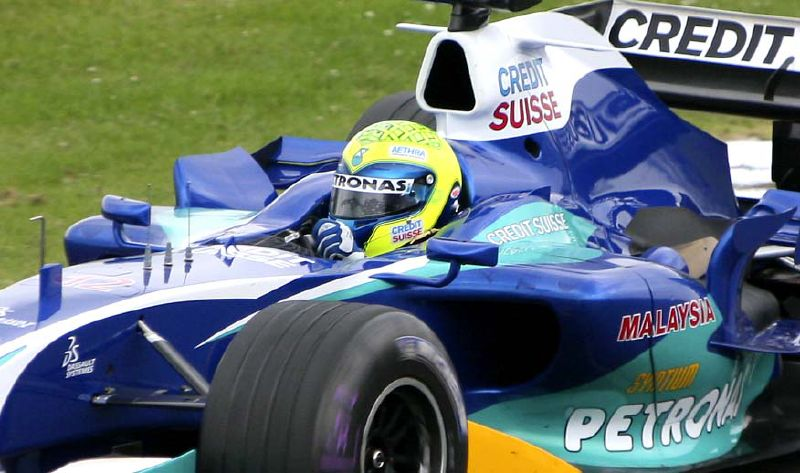
Massa conduint per Sauber al GP d'Anglaterra del 2005.

### Sauber (2002, 2004-2005)
En el seu debut va tenir per company d'equip al campió de la Formula 3000 de 1999, Nick Heidfeld. Tot i demostrar tenir un alt ritme Felipe va cometre bastantes errades al perdre diverses vegades el control del cotxe. Va sumar 4 punts incloent un 5è lloc al Gran Premi de Catalunya del 2002. Més tard va ser sancionat al GP dels Estats Units del 2002 i això va permetre entrar a l'equip a Heinz-Harald Frentzen. Massa va tornar al circuit de Suzuka però Frentzen ja va ser confirmat com a company de Heidfeld per al 2003. Després que Jordan li negues un sseient Massa va passar a ser el pílot de proves de Ferrari.
Durant aquesta temporada de proves Massa va madurar i va deixar de cometre errades, així va resignar per a Sauber l'any 2004 on tindria de company a Giancarlo Fisichella. Va sumar 12 punts dels 30 de l'equip i va ser quart al GP de Bèlgica del 2004. Durant la temporada 2005 va seguir a Sauber però degut al baix rendiment del cotxe no va aconseguir sumar cap punt però en aquesta temporada va aconseguir superar al seu company d'equip, Jacques Villeneuve.
De cara a la temporada 2006 va signar per a Ferrari al costat de Michael Schumacher.

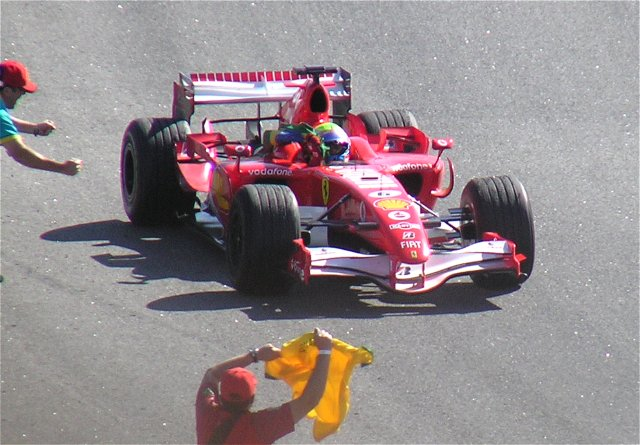
Massa celebra la seva segona victoria, al GP del Brasil del 2006.

### Ferrari (2006-2013)
Tot i que va començar amb molt bon peu a Ferrari, amb un segon lloc en la qualificació oficial del primer Gran Premi de la temporada, en el de Bahrain, el cert és que va tenir un inici de temporada força irregular i, fins i tot, en alguns casos, decebedor. Tot i així, va aconseguir un meritòri cinquè lloc al GP de Malàisia, després de sortir 21è a la graella de sortida, un quart lloc a San Marino i, també, un tercer lloc -el seu primer podi- al GP d'Europa. La temporada, però, va donar un tomb just en el seu equador, en el Gran premi dels EUA, quan Ferrari va estrenar unes importants millores en els seus F2006. A partir d'aquell moment, les seves actuacions van donar un important salt qualitatiu (amb 2 segons llocs als EUA i a Alemanya i, també, 1 tercer lloc a França), que van culminar amb la seva primera pole i posterior victòria, al GP de Turquia, a finals d'agost. En el tram final de la temporada, va fer una pole (amb un 2n lloc final) al GP del Japó i, també, va aconseguir la seva segona victòria -amb pole prèvia inclosa-, en el darrer GP de la temporada, a Brasil.
L'any 2007, el brasiler es va perfilar com un dels favorits de cara al campionat. Tot i així, la sort, que en algunes ocasions li va donar l'esquena, i algunes errades van fer que el pilot només pogués acabar quart en el Mundial de Pilots. Tot i així, va millorar l'actuació de l'anterior campanya (va aconseguir 92 punts, amb 3 victòries)i, alhora, es va perfilar com un dels millors qualificadors de la graella, amb un total de 6 poles (Malàisia, Bahrain, Espanya, França, Turquia i Brasil). La temporada següent, la 2008, el pilot va tenir un inici força irregular, amb 2 victòries (a Bahrain i a Turquia), un segon lloc (a Espanya), dues poles (a Malàisia i Bahrain) i, també, un parell d'abandonaments (en la boja carrera d'Austràlia i, també, a Malàisia). A mesura que va anar passant la temporada, però, va anar millorant els seus registres, la qual cosa li va permetre posar-se líder del Mundial de pilots, després del GP de França. Això no obstant, dues setmanes després va perdre el lideratge després de la 13a posició (va ser l'últim pilots dels que van acabar la carrera) que va aconseguir en un GP de la Gran Bretanya plujós. En aquest Gran Premi va sortir-se fins a cinc cops de la pista, la qual cosa no va agradar gens al box de Ferrari. Més endavant, va fer bones actuacions al GP d'Alemanya i al GP d'Hongria, però l'actuació magistral de Lewis Hamilton, en el cas d'Alemanya, i una inoportuna cremada del motor a 3 voltes del final, en el cas d'Hongria, van fer que el pilot de Sao Paulo quedés, provisionalment, en 3a posició del Mundial de Pilots, després d'onze curses disputades.
En les darreres carreres europees del 2008, Massa va fer una bona actuació, amb dues victòries al GP d'Europa i GP de Bèlgica (aquesta segona, a causa d'una penalització a Lewis Hamilton) i un meritori sisè lloc al plujós GP d'Itàlia. Amb aquestes actuacions, doncs, el pilot brasiler es va col·locar a només 1 punt del britànic Lewis Hamilton, primer classificat del Mundial de Pilots, quan faltaven 4 curses per cloure la temporada. Finalment, però, el pilot brasiler es va haver de conformar amb la 2a plaça del Mundial de Pilots de l'any 2008, amb només 1 punt de diferència respecte al seu rival, l'anglès Lewis Hamilton.

## Resultats a la Fórmula 1
(Les curses en negreta indiquen pole)
| Any  | Equip   | 1       | 2       | 3       | 4      | 5       | 6       | 7       | 8       | 9       | 10      | 11      | 12     | 13      | 14      | 15      | 16      | 17      | 18     | 19     | 20    | WDC | Punts |
| ---- | ------- | ------- | ------- | ------- | ------ | ------- | ------- | ------- | ------- | ------- | ------- | ------- | ------ | ------- | ------- | ------- | ------- | ------- | ------ | ------ | ----- | --- | ----- |
| 2002 | Sauber  | AUS Ret | MYS 6   | BRA Ret | SMR 8  | SPA 5   | AUT Ret | MON Ret | CAN 9   | EUR 6   | GBR 9   | FRA Ret | GER 7  | HUN 7   | BEL Ret | ITA Ret | USA DNP | JPN Ret |        |        |       | 13è | 4     |
| 2004 | Sauber  | AUS Ret | MYS 8   | BAH 12  | SMR 10 | SPA 9   | MON 5   | EUR 9   | CAN Ret | USA Ret | FRA 13  | GBR 9   | GER 13 | HUN Ret | BEL 4   | ITA 12  | CHN 8   | JPN 9   | BRA 8  |        |       | 12è | 12    |
| 2005 | Sauber  | AUS 10  | MYS 10  | BAH 7   | SMR 10 | ESP 11  | MON 9   | EUR 14  | CAN 4   | USA DNS | FRA Ret | GBR 10  | GER 8  | HUN 14  | TUR Ret | ITA 9   | BEL 10  | BRA 11  | JPN 10 | CHN 6  |       | 13è | 11    |
| 2006 | Ferrari | BAH 9   | MYS 5   | AUS Ret | SMR 4  | EUR 3   | SPA 4   | MON 9   | GBR 5   | CAN 6   | USA 2   | FRA 3   | GER 2  | HUN 7   | TUR 1   | ITA 9   | CHN Ret | JPN 2   | BRA 1  |        |       | 3r  | 80    |
| 2007 | Ferrari | AUS 6   | MAL 5   | BHR 1   | ESP 1  | MON 3   | CAN DSQ | USA 3   | FRA 2   | GBR 5   | GER 2   | HUN 13  | TUR 1  | ITA Ret | BEL 2   | JPN 6   | CHN 3   | BRA 2   |        |        |       | 4t  | 94    |
| 2008 | Ferrari | AUS Ret | MAL Ret | BHR 1   | ESP 2  | TUR 1   | MON 3   | CAN 5   | FRA 1   | GBR 13  | GER 3   | HUN 17  | EUR 1  | BEL 1*  | ITA 6   | SNG 13  | JPN 7   | CHN 2   | BRA 1  |        |       | 2n  | 97    |
| 2009 | Ferrari | AUS Ret | MAL 9   | CHN Ret | BHR 14 | ESP 6   | MON 4   | TUR 6   | GBR 4   | GER 3   | HUN L   | EUR E   | BEL S  | ITA I   | SNG O   | JPN N   | BRA A   | ABU T   |        |        |       | 11è | 22    |
| 2010 | Ferrari | BAH 2   | AUS 3   | MYS 7   | CHN 9  | ESP 6   | MON 4   | TUR 7   | CAN 15  | EUR 11  | GBR 15  | GER 2   | HUN 4  | BEL 4   | ITA 3   | SIN 8   | JPN Ret | RCO 3   | BRA 15 | ABU 10 |       | 6è  | 144   |
| 2011 | Ferrari | AUS 7   | MYS 5   | CHN 6   | TUR 11 | ESP Ret | MON Ret | CAN 6   | EUR 5   | GBR 5   | GER 5   | HUN 6   | BEL 8  | ITA 6   | SIN 9   | JPN 7   | RCO 6   | IND Ret | ABU 5  | BRA 5  |       | 6è  | 118   |
| 2012 | Ferrari | AUS Ret | MYS 15  | CHN 13  | BAH 9  | ESP 15  | MON 6   | CAN 10  | EUR 16  | GBR 4   | GER 12  | HUN 9   | BEL 5  | ITA 4   | SIN 8   | JPN 2   | RCO 4   | IND 6   | ABU 7  | USA 4  | BRA 3 | 7è  | 122   |
| 2013 | Ferrari | AUS 4   | MYS 5   | CHN 6   | BAH 15 | ESP 3   | MON Ret | CAN 8   | GBR 6   | ALE Ret | HUN 8   | BEL 7   | ITA 4  | SIN 6   | JPN 10  | RCO 9   | IND 4   | ABU 8   | USA 12 | BRA 7  |       | 8è  | 112   |

- Al GP de Bèlgica del 2008, el pilot va arribar a meta en segona posició. Una posterior decisió dels comissaris de la FIA, els quals van penalitzar a Lewis Hamilton, guanyador inicial de la cursa, va fer que Felipe Massa es proclamés campió del GP.

### Resum per anys
| Temporada | Equip           | GP | Victories | Poles | Podis | V. ràpides | Punts | Clas. final |
| --------- | --------------- | -- | --------- | ----- | ----- | ---------- | ----- | ----------- |
| 2002      | Sauber Petronas | 17 | 0         | 0     | 0     | 0          | 4     | 13è         |
| 2004      | Sauber Petronas | 18 | 0         | 0     | 0     | 0          | 12    | 12è         |
| 2005      | Sauber Petronas | 19 | 0         | 0     | 0     | 0          | 11    | 13è         |
| 2006      | Ferrari         | 18 | 2         | 3     | 7     | 2          | 80    | 3r          |
| 2007      | Ferrari         | 17 | 3         | 6     | 10    | 6          | 94    | 4t          |
| 2008      | Ferrari         | 18 | 6         | 6     | 10    | 3          | 97    | 2n          |
| 2009      | Ferrari         | 9* | 0         | 0     | 1     | 0          | 22    | 11è         |
| 2010      | Ferrari         | 19 | 0         | 0     | 5     | 0          | 144   | 6è          |
| 2011      | Ferrari         | 19 | 0         | 0     | 0     | 3          | 118   | 6è          |
| 2012      | Ferrari         | 20 | 0         | 0     | 2     | 0          | 122   | 7è          |
| 2013      | Ferrari         | 19 | 0         | 0     | 1     | 0          | 112   | 8è          |
|           | TOTAL           |    |           |       |       |            |       |             |